# Calumpit
Calumpit est une municipalité de la province de Bulacain, aux Philippines.